# Samuel Erik Strong
Samuel Erik Strong (* 23. August 1996 in Santa Barbara) ist ein US-amerikanischer Fußballspieler.

## Karriere
Sam Strong erlernte das Fußballspielen in der Jugend vom Real So Cal SC sowie in den Universitätsmannschaften UC Santa Barbara Gauchos und Coastal Carolina Chanticleers. Von 2015 bis Juli 2023 spielte er in den US-amerikanischen Vereinen Ventura County Fusion, Fresno FC, Hartford Athletic, Albion San Diego, Monterey Bay FC und dem Central Valley Fuego FC. Anfang August 2023 zog es ihn nach Asien. Hier nahm ihn der thailändische Drittligist Raj-Pracha FC unter Vertrag. Mit dem Verein aus der Hauptstadt Bangkok spielte er 17-mal in der Western Region der Liga. Hierbei erzielte er drei Treffer. Im März 2024 wurde sein Vertrag in Bangkok nicht verlängert. Nach kurzer Vertragslosigkeit unterschrieb er Ende August 2025 einen Vertrag beim philippinischen Erstligisten Cebu FC. Bei dem Verein aus Cebu stand er bis Ende Dezember 2024 unter Vertrag. Für Cebu bestritt er 4 Erstligaspiele sowie fünf Spiele in der AFC Champions League Two. Im Januar 2025 wechselte er zum kambodschanischen Erstligisten Life FC Sihanoukville.